# Sân bay Gisenyi
Sân bay Gisenyi (IATA: GYI, ICAO: HRYG) là một sân bay ở Gisenyi, Rwanda.